# Döntje
Der oder das Döntje (meist im Plural: Döntjes; auch Dönken und in West- und Ostfalen Döneken, Plural Döneken oder Dönekes, genannt) ist eine ursprünglich plattdeutsche Bezeichnung für eine kleinere, zumeist heitere, fiktive Erzählung oder tatsächliche Anekdote aus dem Alltag, die traditionell mündlich überliefert wird (siehe hierzu: einfache Form und mündliche Überlieferung) und bei größerer Verbreitung gegebenenfalls in das Volksgut übernommen wird. Kennzeichnendes Merkmal dieser nur im plattdeutschen Sprachraum vorkommenden literarischen Kleinstform ist ihre Kürze. Döntjes steuern ähnlich wie der Witz auf eine Pointe zu.

## Beispiele
Die folgenden, für die Gattung typischen Texte sind hochdeutsche Übertragungen aus der plattdeutschen Sprache:
Einer Bauersfrau widerfährt ein großes Unglück, sie wird von einem Pferd totgetreten. Eine Woche später ruft der Pastor bei dem Witwer an und fragt: „Haben Sie denn viele Beileidbesuche gehabt?“ „Jo, Herr Pastor, ziemlich viel - aber weniger wegen meiner Frau: die meisten wollten das Pferd kaufen.“
Frau Petersen kommt von einem Beileidsbesuch aus der Stadt zurück. „Eine Witwe ist ja natürlicherweise in Trauer, dennoch kam mir diese auf andere Weise etwas merkwürdig vor“, berichtet sie danach ihrer Nachbarin beim Tee. „Da gebe ich ihr doch den Blumenstrauß und sage - so wie es alle in der Stadt den Hinterbliebenen sagen: ‚Ich gratuliere auch‘. Da sieht mich die Witwe ganz schief an und bedankt sich noch nicht einmal für die Blumen.“ Die Nachbarin schüttelt den Kopf und sagt: „Nein so etwas! Aber ‚Ich gratuliere auch‘ war wohl doch nicht ganz richtig - ‚Ich kontrolliere auch‘ hättest du sagen müssen!“
Weitere Beispiele siehe Klein Erna.

## Sammler
Bekannte Sammler solcher alten Volkserzählungen waren im 20. Jahrhundert Schriftsteller wie Eduard Edert, von dem die wohl verbreitetste Veröffentlichung stammt, Fritz Specht, Hinrich Kruse, Heinrich Schmidt-Barrien oder Dierk Puls. Döntje-Sammlungen waren und sind regional sehr beliebt und erfahren nicht selten zahlreiche Neuauflagen.

## Interpreten
Beliebte Interpreten von Döntjes, deren adäquate Darbietungsform trotz vieler Verschriftlichungen der mündliche Vortrag bleibt, waren z. B. Wilhelm Wieben, Hör mal ’n beten to-Autoren wie Gerd Spiekermann oder Ivo Braak.